# مدافن جبل المحجر (السعودية)
مدافن جبل المحجر هي مجموعة من المقابر الأثرية النبطية الموجودة بمنطقة المدينة المنورة غرب المملكة العربية السعودية، تضم 14 مقبرة موزعة على ثلاث كتل صخرية، وتقع شمال قصر البنت المنحوت في أحد جبال مدائن صالح.

## الوصف
تقع في الجهة الشمالية من مدافن قصر البنت، ويتكون الجبل من ثلاث كتل صخرية كبيرة تحوي في داخلها 14 مدفنا، حيث تضم الكتلة الأولى ستة مدافن، والكتلة الثانية خمسة مدافن، بينما تضم الأخيرة ثلاثة مدافن.